# Skank (reggae)
Pour les articles homonymes, voir Skank.

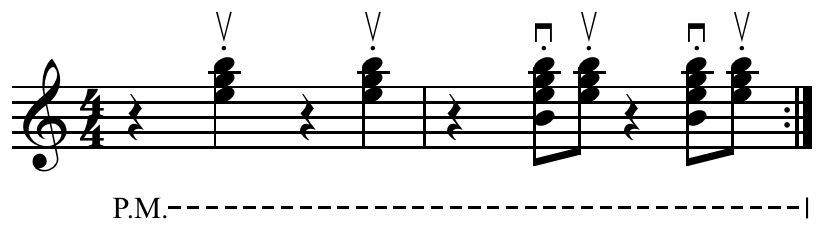
Exemple de skank.

Le skank (aussi appelé skanking ou bang) désigne le contretemps (ou after-beat) propre au reggae, généralement marqué par un accord plaqué joué par la guitare rythmique ou le clavier. Ces accords sont qualifiés à tort d'appui sur le contretemps, puisqu'ils tombent bel et bien sur les deuxièmes et quatrièmes temps (une mesure en reggae étant de quatre temps) et non « entre » les temps, comme le laisserait penser cette appellation.

## Caractéristiques
Le skank est une composante essentielle du reggae et du dub qui trouve ses origines dans la rythmique des musiques caraïbéennes comme le mento ou le ska jamaïcain et qui lui procure ce chaloupement si caractéristique.
Comme en témoigne le musicologue Bruno Blum dans l'anthologie savante Jamaica-USA - Roots of Ska - Rhythm and Blues Shuffle 1942-1962, ce type de contretemps était à l'origine joué au piano dans des groupes américains comme Louis Jordan and His Tympani Five (It's a Low-Down Dirty Shame, 1942 ; G.I. Jive, 1944), Rosco Gordon (No More Doggin, 1952) et B. B. King (You Upset Me Baby, 1954), tous des disques populaires dans les dancehalls jamaïcains des années 1950.